# Pseudocalyx
Pseudocalyx là chi thực vật có hoa trong họ Acanthaceae.